# Посо-Алькон
Посо-Алькон (ісп. Pozo Alcón) — муніципалітет в Іспанії, у складі автономної спільноти Андалусія, у провінції Хаен. Населення — 5413 осіб (2010).
Муніципалітет розташований на відстані близько 310 км на південь від Мадрида, 75 км на схід від Хаена.
На території муніципалітету розташовані такі населені пункти: (дані про населення за 2010 рік)
- Фонтанар: 456 осіб
- Посо-Алькон: 4957 осіб

## Демографія
Динаміка населення (INE ):